# Paneuritmie
Paneuritmie of paneurhythmy (Bulgaars: Паневритмия) is een systeem van fysieke muzikale oefeningen ontwikkeld door Peter Deunov tussen 1922 en 1944, gericht op het bereiken van innerlijke balans en harmonisatie. De nadruk van de oefeningen ligt op geven en ontvangen, met als doel een bewuste uitwisseling met de natuurkrachten te creëren. Paneuritmie wordt beoefend voor zowel fysieke fitheid als spirituele ontwikkeling.

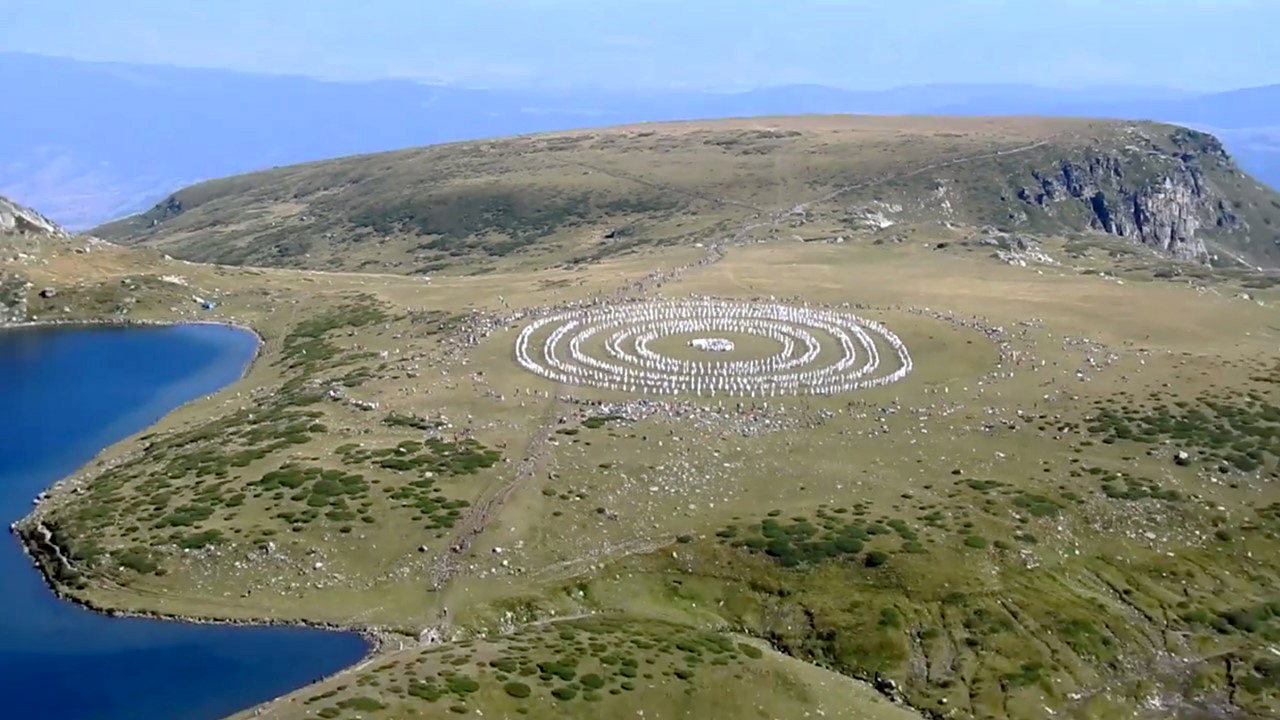
Paneuritmie in de Rila-bergen, Bulgarije

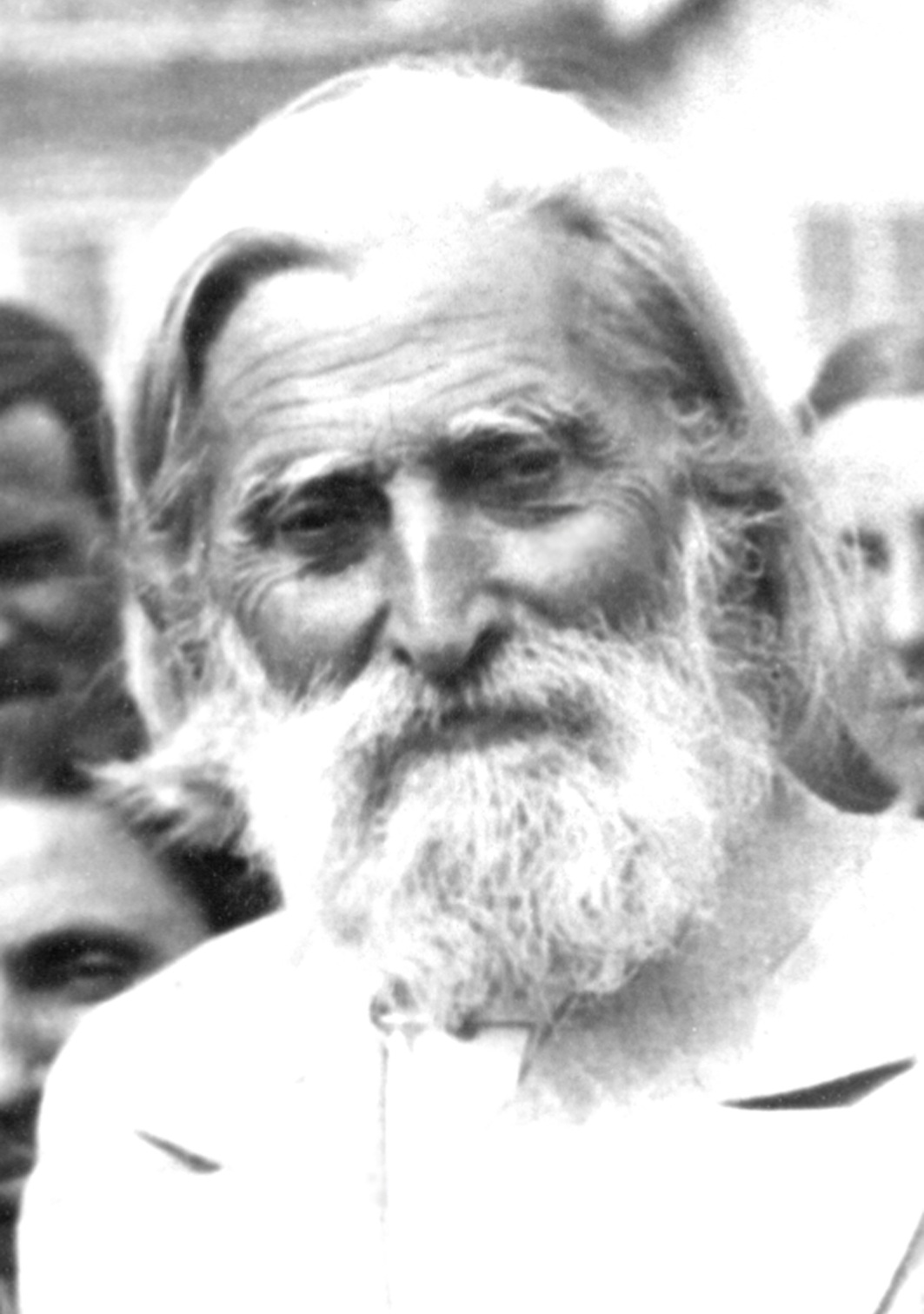
Peter Deunov, de bedenker van paneuritmie

Etymologisch is paneuritmie afgeleid van drie wortels: pan - betekent het geheel, alles, het kosmische, eu - betekent 'het ware' of 'oppermachtige', het essentiële en ritme - betekent periodiciteit en correctheid van beweging. Het voorvoegsel "pan" impliceert uitdrukking van ritme dat aangeboren is aan de natuur. Op basis van deze etymologische wortels vertaalt paneuritmie rechtstreeks naar Cosmic Sublime Rhythm.
De componist van de muziek en bewegingen van paneuritmie, Peter Deunov (ook bekend als Beinsa Douno) ontwikkelde de oefeningen in de jaren 1930 in Bulgarije in een adaptief proces, waarbij sommige werden uitgesloten en andere werden overgenomen om hun optimale vorm te ontdekken. In de woorden van Deunov: “Momenteel hebben de paneuritmische figuren alleen de contouren van beweging. Later krijgen ze hun inhoud, hun kernbetekenis en details”.
Het idee van leven in harmonie met de natuur is prominent in de praktijk van paneuritmie. Op basis van de aanbevelingen van Deunov moesten paneurthythmic-oefeningen in de vroege ochtend en buiten worden uitgevoerd, bij voorkeur in een groene weide, en waren het meest effectief in het voorjaar, begin 22 maart. Naar zijn mening was dit de tijd waarin de natuur het meest ontvankelijk was en de meeste prana of levende energie bevatte die door het menselijk lichaam kon worden opgenomen.
Paneuritmie bevat ook de nadruk op het bouwen van een nieuwe cultuur van liefde, broederschap en vrijheid. Deunov geloofde dat er een direct verband was tussen gedachte en beweging, dat paneuritmie door de harmonie tussen muziek, beweging en ideeën in staat was om creatieve krachten in de grotere samenleving te bevorderen.
In de loop van de tijd heeft paneuritmie de aandacht getrokken van mensen uit verschillende culturen en nationaliteiten, ondanks het 40-jarige communistische regime in Bulgarije dat dergelijke praktijken verbiedt. Het collectieve dansen in Seven Rila Lakes in het Rila-gebergte op 19-21 augustus kan worden uitgeroepen tot de grootste bijeenkomst, met meer dan 2000 beoefenaars per jaar uit verschillende landen, waaronder Frankrijk, Canada, Italië, Oekraïne en Rusland.

## Structuur
Paneuritmie bestaat uit drie delen: 28 oefeningen, Zonnestralen en Pentagram, waarbij elke oefening een symbolische betekenis heeft en een bepaalde gedachte, gevoel of actie uitdrukt.

### 28 oefeningen
Het eerste deel, 28 Oefeningen, is een set van 28 oefeningen uitgevoerd met een partner tijdens het bewegen in een cirkel met de muzikanten en / of zangers in het midden van de cirkel. Elk van de oefeningen onthult een idee dat tot uitdrukking komt in de naam, de bewegingen en de muziek van de oefening. De eerste tien oefeningen, ook bekend als De eerste dag van de lente, worden opeenvolgend uitgevoerd zonder te pauzeren. Ze vertegenwoordigen het symbolische ontwaken van de ziel, zoals de natuur wordt gewekt in de lente. Volgens Deunov was de focus op de beweging van elke oefening en de ideeën die bij de oefening horen de sleutel tot het correct uitvoeren van de oefeningen. Zijn overtuiging was dat de oefeningen zorgvuldig en met liefde moesten worden uitgevoerd in plaats van mechanisch.

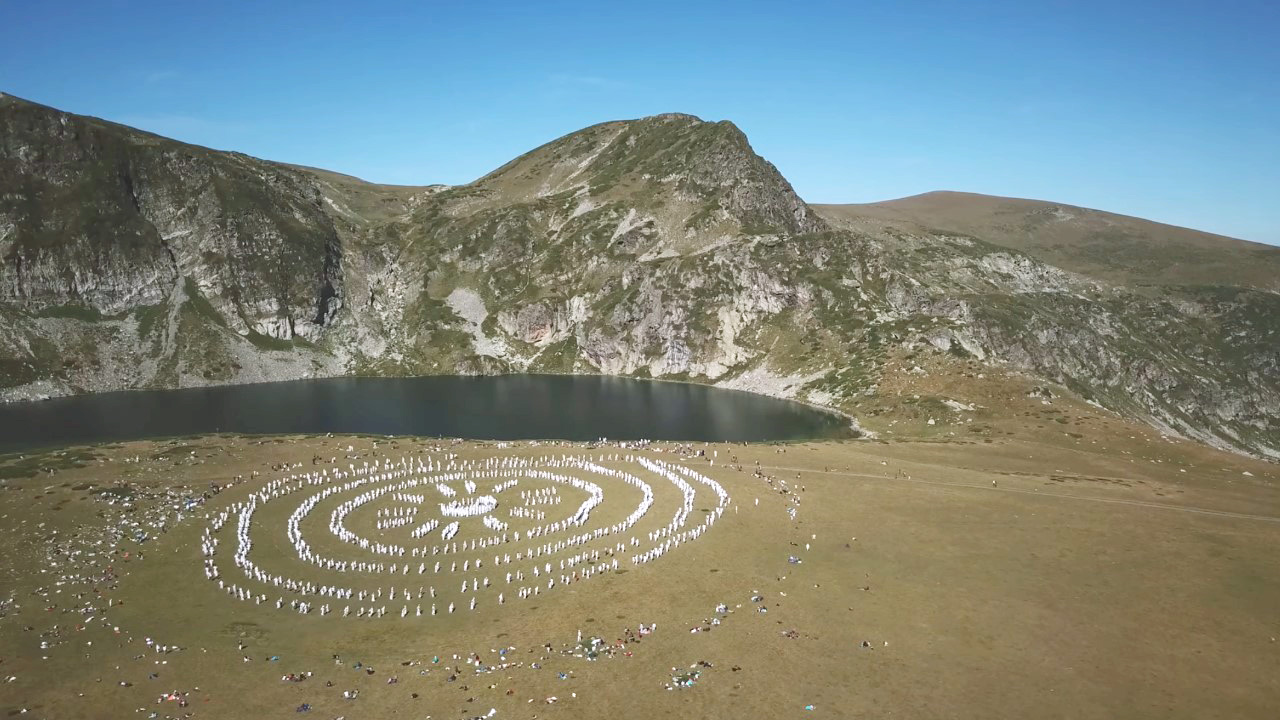
Paneuritmie in het Rila-gebergte - Zonnestralen

### Zonnestralen
Zonnestralen is een compositie uitgevoerd na de 28 oefeningen. De deelnemers, in paren gerangschikt, vormen twee groepen: 12 stralen om symbolisch de opening van de twaalf poorten van het leven te vertegenwoordigen, zoals uitgedrukt door de 12 tekens van de dierenriem, en een buitencirkel rond de stralen die het levenswiel vertegenwoordigen. Handelend als stralen, naderen de 12 stralen het centrum dat de ontvangst van vitale krachten symboliseert en gaan dan achteruit om deze krachten in de buitenste cirkel te brengen. Deze bewegingen vertegenwoordigen stadia van ontwikkeling waarin de mensheid gevangen zit in een cirkel van materieel bewustzijn. Het derde en vierde deel symboliseren bevrijding van deze cirkel en de daaropvolgende vreugde die gepaard gaat met een dergelijke bevrijding, zoals uitgedrukt door het zingen en klappen van de deelnemers.

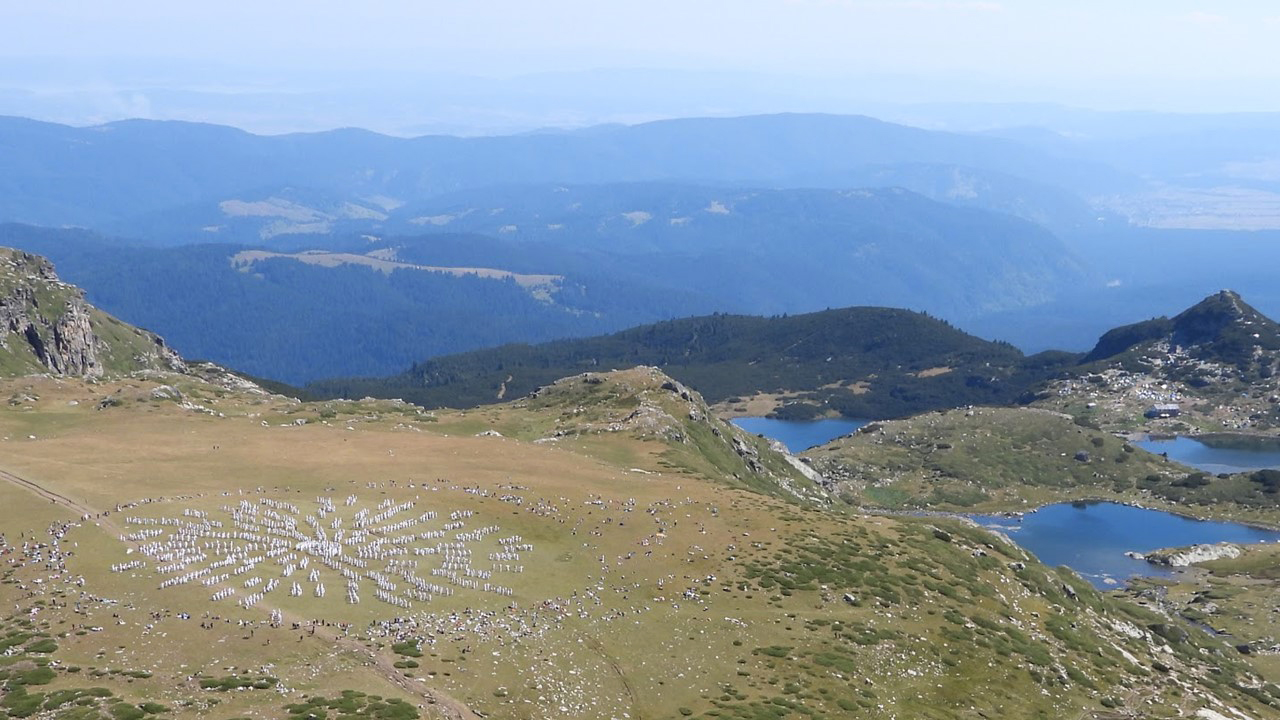
Paneuritmie at the Seven Rila Lakes - Pentagram

### Pentagram
Het derde deel van paneuritmie, Pentagram, is een symbolische weergave van het pad van de menselijke ziel naar perfectie, waarbij elke straal van het pentagram respectievelijk liefde, wijsheid, waarheid, rechtvaardigheid en deugd vertegenwoordigt. Het pentagram is ook een metafoor voor een kosmische man in beweging, met de apices het hoofd, twee handen en twee voeten. De oefening wordt uitgevoerd met vijf paren van deelnemers die van plaats wisselen, wat symboliseert dat de positieve deugden van een persoon in beweging moeten zijn om de kwaliteiten effect te laten hebben. Daarna marcheren de deelnemers vooruit, wat betekent dat de belichaming van de deugden is bereikt. Deze bewegingen worden vijf keer herhaald.

## Therapeutisch potentieel
In het eerste gepubliceerde boek over paneuritmie uit 1938 werden de oefeningen voornamelijk gedefinieerd als een methode om een goede gezondheid te behouden - in het bijzonder als een intelligente uitwisseling tussen mens en natuur met als doel gezondheid te bevorderen door ritmische en harmonische bewegingen, gecombineerd met overeenkomstige muziek, concentratie van gedachten en correcte ademhaling. Vanwege de diversiteit van de oefeningen, is de theorie dat ze spieren en gewrichten gebruiken om de motoriek en balans van het menselijk lichaam te verbeteren. Een aantal studies is uitgevoerd om mogelijke positieve effecten van de praktijk op deelnemers aan te geven. Een voorlopige studie in 2004 meldde dat de meerderheid van de deelnemers aangaf een verbetering in de mentale, fysieke en sociale aspecten van hun gezondheid te hebben, gevolgd door een gecontroleerde studie in 2007, die een significante verbetering van de kwaliteit van leven als gevolg van gezondheidsverbetering als resultaat aangaf van 6 maanden paneuritmie training. Andere studies suggereren een afname van waargenomen stress en ego-veerkracht. Paneuritmie is ook onderzocht als een potentiële methode voor lichamelijke opvoeding, waarbij één studie significante verbeteringen in balans, snelheid en behendigheid suggereert, terwijl een andere een vergelijkende analyse van paneuritmie en euritmie biedt.